# Carlos Cañal y Migolla
Carlos Cañal y Migolla (Sevilla, 3 de septiembre de 1876-Sanlúcar de Barrameda, 11 de septiembre de 1938) fue un abogado, arqueólogo y político español, ministro de Abastecimientos, ministro del Trabajo y ministro de Gracia y Justicia durante el reinado de Alfonso XIII.

## Biografía
Nació el día 3 de septiembre de 1876. Licenciado en Derecho, arqueólogo e historiador, en octubre de 1896 obtuvo el Grado de Doctor en Filosofía y Letras por la Facultad de Filosofía y Letras de la Universidad Central. En 1899 fue designado concejal del Ayuntamiento de Sevilla.
Dedicado en su juventud a la arqueología, ejerció de profesor auxiliar de la Universidad de Sevilla y llegó a ser miembro de la Real Academia de Buenas Letras de Sevilla.
Adscrito a las filas conservadoras, obtuvo acta de diputado por el distrito electoral de Utrera tras las elecciones de 1903. En las elecciones de 1907, 1910, 1914, 1916, 1918, 1919, 1920 y 1923 volvería a ser elegido diputado, en estas ocasiones por el distrito de Sanlúcar la Mayor.
Ejerció el cargo de fiscal del Tribunal Supremo del 16 de junio al 14 de noviembre de 1917 . Desempeñó el cargo de ministro de Abastecimientos entre el 23 de julio y el 28 de septiembre de 1919 en un gabinete Sánchez Toca. Posteriormente será el primer titular del Ministerio de Trabajo al ocupar la cartera entre el 8 de mayo de 1920 y el 13 de marzo de 1921 en un gobierno presidido por Eduardo Dato. Finalmente sería ministro de Gracia y Justicia entre el 4 y el 7 de diciembre de 1922 en un gabinete Sánchez Guerra.
Entre 1927 y 1930 fue miembro de la Asamblea Nacional Consultiva de la dictadura de Primo de Rivera.
En 1927, fue designado vocal de la Comisión Permanente de la Exposición Iberoamericana y en 1930, comisario Regio-Presidente de la Exposición Iberoamericana de Sevilla. Falleció el 11 de septiembre de 1938 en su finca de La Jara, en Sanlúcar de Barrameda.

## Obra
Entre sus muchas publicaciones destacan: 
- Política seguida con los judíos por los reyes castellanos:(Pelayo-Enrique IV): memoria leída en el Ateneo y Sociedad de Excursiones de Sevilla en el curso de 1892-93, 1892;
- La prehistoria en España: Notas histórico-bibliográficas, 1893;
- Sevilla prehistórica: Yacimientos prehistóricos de la provincia de Sevilla, 1894;
- La escuela cristiana de Sevilla durante la dominación visigoda. San Isidoro, 1894;
- Nuevas exploraciones de yacimientos prehistóricos en la provincia de Sevilla, 1896;
- Proyecto de reforma de la enseñanza pública que costea el municipio, 1900;
- La mendicidad en Sevilla: Proyecto para extinguirla aprobado por el Excmo. Ayuntamiento, 1900.